# Johannes Bours
Johannes Bours (* 21. März 1913 in Elten, Niederrhein (heute Emmerich am Rhein); † 1. Februar 1988 in Coesfeld, Westfalen) war ein deutscher römisch-katholischer Theologe und Schriftsteller.

## Leben
Johannes Bours wuchs als zweites von vier Kindern in einer katholischen Familie auf. Sein Vater leitete die Molkerei in Elten. Johannes Bours besuchte das Willibrord-Gymnasium in Emmerich und legte dort 1932 das Abitur ab. Danach studierte er Philosophie und Katholische Theologie und empfing am 18. Dezember 1937 das Sakrament der Priesterweihe. Aufgrund der damaligen „Priesterschwemme“ konnte das Bistum Münster ihm zunächst keine Stelle anbieten. So ging er zu weiterführenden Studien, unter anderem bei Ludwig Curtius, nach Rom, bis er im Herbst 1938 zum Hausgeistlichen im Kloster zum heiligen Kreuz in Freckenhorst bestellt wurde. Es folgten fünf Stationen in der Gemeindeseelsorge am Niederrhein: 1939 wurde er Kaplan in Aldekerk, von 1940 bis 1945 war er Kaplan in Walbeck, ab 1945 Kaplan in Weeze, ab 1947 Kaplan an der Kirche Christus König in Kleve, schließlich 1948 Kaplan in Goch. Prägend während seiner Zeit als Kaplan in Walbeck war für ihn der 6. Januar 1944, als er als Geistlicher vier deutsche Soldaten, die sich von der Truppe abgesetzt hatten und aufgegriffen worden waren, bei deren Exekution begleitete.
Von 1952 bis 1955 war er „Hilfsspiritual“ (zweiter Spiritual) und von 1955 bis 1968 Spiritual am Theologenkonvikt Collegium Borromaeum in Münster. Anschließend, bis 1984, begleitete er als Spiritual die Priesteramtskandidaten am Priesterseminar in Münster. Danach war er Pfarrer in Mehr am von ihm so sehr geliebten Niederrhein.
Johannes Bours verfasste zahlreiche Bücher zur biblischen Schriftbetrachtung und zum Gebets- und Glaubensleben und gilt bis heute als einer der bedeutendsten Autoren katholisch-spiritueller Texte im deutschen Sprachraum. Seinen Zuhörern und Lesern erschloss er die Lehrer der Mystik wie Meister Eckhart, Heinrich Seuse, Johannes Tauler, Teresa von Avila und Johannes vom Kreuz. Seit den 1970er Jahren stand er im Austausch mit Karlfried Graf Dürckheim, der ihn in die Lehre und Praxis der Zen einführte. Zu seinen „geistlichen Schülern“ gehörte Peter Dyckhoff, der sich ebenso wie Bours um die Verbreitung von spirituellen Praktiken und kontemplativer Geistlichkeit in der Katholischen Kirche bemüht.
Bours gehörte zum Kreis der Sprecher der ARD-Sendung Das Wort zum Sonntag.
Infolge einer ernsten Erkrankung musste Johannes Bours 1987 seinen Dienst als Pfarrer aufgeben. Seinen Lebensabend verbrachte er im Kloster Annenthal der Schwestern Unserer Lieben Frau (SND) bei Coesfeld. Johannes Bours starb am 1. Februar 1988 in Coesfeld. Er ist in Mehr bei Kranenburg am Niederrhein bestattet.

## Ehrungen
Johannes Bours wurde vom Fachbereich Katholische Theologie der Westfälischen Wilhelms-Universität in Münster die Ehrendoktorwürde verliehen.

## Schriften
- Das Jesusgebet. Emmerich 1962.
- Meditationen zur Messfeier. Münster 1964.
- Der barmherzige Samariter. Düsseldorf 1965.
- Zu dir rufe ich. Das tägliche Schriftgebet. Freiburg im Breisgau 1971.
- Der Gott, der mein Hirte war, mein Leben lang. Mit Bibelworten beten. Freiburg im Breisgau 1977.
- Leidenschaft für Gott. Ehelosigkeit, Armut, Gehorsam. Freiburg im Breisgau 1981 (mit Franz Kamphaus).
- Da fragte Jesus ihn. Schritte geistlicher Einübung in die Jesusnachfolge. Freiburg im Breisgau 1981.
- Nehmt Gottes Melodie in euch auf. Freiburg im Breisgau 1985.
- Der Mensch wird des Weges geführt, den er wählt. Freiburg im Breisgau 1986.
- Wer es mit Gott zu tun bekommt. Freiburg im Breisgau 1987.
- Dass wir den Himmel schauen. Paderborn 1994.